# トミー・マクレイン
トミー・マクレイン（Tommy McLain、1940年3月15日 - 2025年7月24日）は、米国のスワンプ・ポップ・シンガー、ソングライター、ミュージシャン。1966年の「Sweet Dreams」のヒットで知られる。

## 来歴
1940年3月15日、ルイジアナ州北東部の町、ジョーンズヴィルに生まれた。 R&B、ケイジャンなどの影響を受けたルイジアナ州南部特有のスワンプ・ポップと称される音楽の第一人者のひとり。シンガーだが、キーボード、ベース・ギターなどもプレイする。
1959年、ジャック・アーノルド＆ザ・フレームスに参加。続いてシンガーのクリント・ウェストとともに、ヴェルトーンズ、ブギ・キングスといったバンドで活動した。ウェストとはブギ・キングスでのシングルの他、1965年にはクリント＆トミー名義でシングル「Try To Find Another Man」もリリースしている。
1966年、ドン・ギブソン作の「Sweet Dreams」をMSLレコードよりリリース。Billboard Hot 100で15位というヒットを記録した。この曲は既にギブソンを始めファロン・ヤング、パッツィー・クラインらカントリー・ミュージシャンによってレコーディングされていたものの、マクレインのバージョンはこれらを凌ぐ売れ行きを見せた。
このヒットにより、マクレインは多くツアーに出るようになり、この時期サム・クック、ヤードバーズ、オーティス・レディングらとステージをともにした。「Sweet Dreams」に続く大ヒットには恵まれなかったものの、1968年にはファッツ・ドミノの「Before I Grow Too Old」(ボビー・チャールズ作)のカバーがローカル・ヒットとなっている。
1970年代になると、マクレインは自身のバンド、ミュールトレインを結成。ジン、クレイジー・ケイジャンなどのレーベルからシングルおよびアルバムのリリースを続けた。アバのカバー「Another Town, Another Train」など新展開も見せるが、大きなヒットにはつながっていない。しかしながら、「No Tomorrow Now」はローカル・ヒットとなり、また彼の書いた「If You Don’t Love (Why Don’t You Just Leave Me Alone)」はフレディ・フェンダーが取り上げ、ヒットとなっている 。
2022年、82歳にして43年ぶりとなる新作アルバム『I Ran Down Every Dream (邦題: 夢から醒めて)』をリリース。リル・バンド・オ・ゴールドのギタリスト、CCアドコックがプロデューサー、ギタリストとして全面サポート、同じくリル・バンド・オ・ゴールドで活動したウォーレン・ストーム（ドラムス）、スティーヴ・ライリー（アコーディオン、フィドル）を始め、サニー・ランドレスとの活動で知られるデイヴィッド・ランソン（ベース）、アイヴァン・ネヴィルらがバックを務めた。ゲストとして、エルヴィス・コステロとオーギー・マイヤーズが参加し、華を添えている。
2025年7月24日の朝に死去。85歳没。

## ディスコグラフィ

### アルバム
- 1975年 『Tommy McLain』(Jin)
- 1977年 『The Best of Tommy McLain』(Jin)
- 1977年 『Show Time』(Crazy Cajun)
- 1978年 『Friends In Show Business』(Crazy Cajun) ‘’with Freddy Fender’’
- 1979年 『Good Mornin’ Louisiana』(Crazy Cajun)
- 1979年 『Backwoods Bayou Adventure』(Starflite)
- 2022年 『I Ran Down Every Dream』(Yep Roc)

### シングル
| 年     | 曲名 | レーベル                   |
| 1966年 | 「Sweet Dreams」 b/w 「I Need You So」 | MSL 197                    |
| 1966年 | 「Think It Over」 b/w 「I Can't Take It No More」 | MSL 209                    |
| 1966年 | 「I'm Gonna Cry」 b/w 「Am I That Easy To Forget」 | Jin 213                    |
| 1967年 | 「I'm Glad For Your Sake」 b/w 「(I'd Be) A Legend In My Time」                                                                                            | Jin 221                    |
| 1967年 | 「I’ll Miss You」 b/w 「Sticks & Stones」 | Jin 226                    |
| 1968年 | 「Domino '68」 b/w 「Before I Grow Too Old」 | Jin 228                    |
| 1968年 | 「Together Again」 b/w 「Barefootin'」 | Jin 229                    |
| 1975年 | 「When A Man Loves A Woman」 b/w 「I Can't Take It No More」                                                                                               | Jin 317                    |
| 1977年 | 「Jukebox Songs」 b/w 「Leaving This Town」 | Crazy Cajun 2027           |
| 1978年 | 「I Cried」 b/w 「(Hey Mr. Bartender) Play Me Some Freddy Fender」                                                                                         | Crazy Cajun 2033           |
| 1979年 | 「(I Don't Love You) Since You Walked Out On Me」 b/w 「That's Good Enough For Me」                                                                        | Starflite ZS8 4901         |
| 1979年 | 「Lose The Blues (Moody Man Mac)」 b/w 「It's Not Fun Anymore」                                                                                            | Starflite ZS9 4903         |
|        | 「No Tomorrow Now」 b/w 「Today I Started Loving You Again」                                                                                               | American Pla-Boy AP-1971-B |
| 1980年 | 「They'll Never Take Her Love Away From Me」 b/w 「Lose The Blues」                                                                                        | Crazy Cajun 2044           |
| 1981年 | 「My Tears Are Falling Tonight Love」 b/w 「Before The Next Teardrop Falls」 ※Tommy McLain - Pat Strazza - Warren Storm, Willie "Tee" Trahan (And His Sax) | Crazy Cajun 2055           |
| 1982年 | 「Everybody Fell Out Of Love With Me But You」 b/w 「Its Raining In Natchez」                                                                              | Crazy Cajun 2059           |
| 1982年 | 「 Going Honky Tonkin'」 b/w 「It's The Same Ole' Thing」                                                                                                  | Crazy Cajun 2063           |
| 1983年 | 「Old Honky Tonks」 b/w 「Jealous Woman」 ※with Warren Storm                                                                                               | Crazy Cajun 2065           |
| 1985年 | 「Parlez Vous France (I Want To Go With You)」 b/w 「Baby Dolls」                                                                                          | Crazy Cajun 2074           |
| 2022年 | 「I Hope」 b/w 「Greatest Show on Hurt」 | Yep Roc SI-YEP-3053        |